# Capolona
Capolona är en stad och kommun i provinsen Arezzo i regionen Toscana i Italien. Kommunen hade 5 380 invånare (2018) och gränsar till kommunerna Arezzo, Castel Focognano, Castiglion Fibocchi, Subbiano och Talla.

## Frazioni
Kommunen omfattar följande frazioni:
Bibbiano, Castelluccio, Lorenzano, Pieve San Giovanni och San Martino Sopr'Arno.